# St. Laurentius (Thundorf)

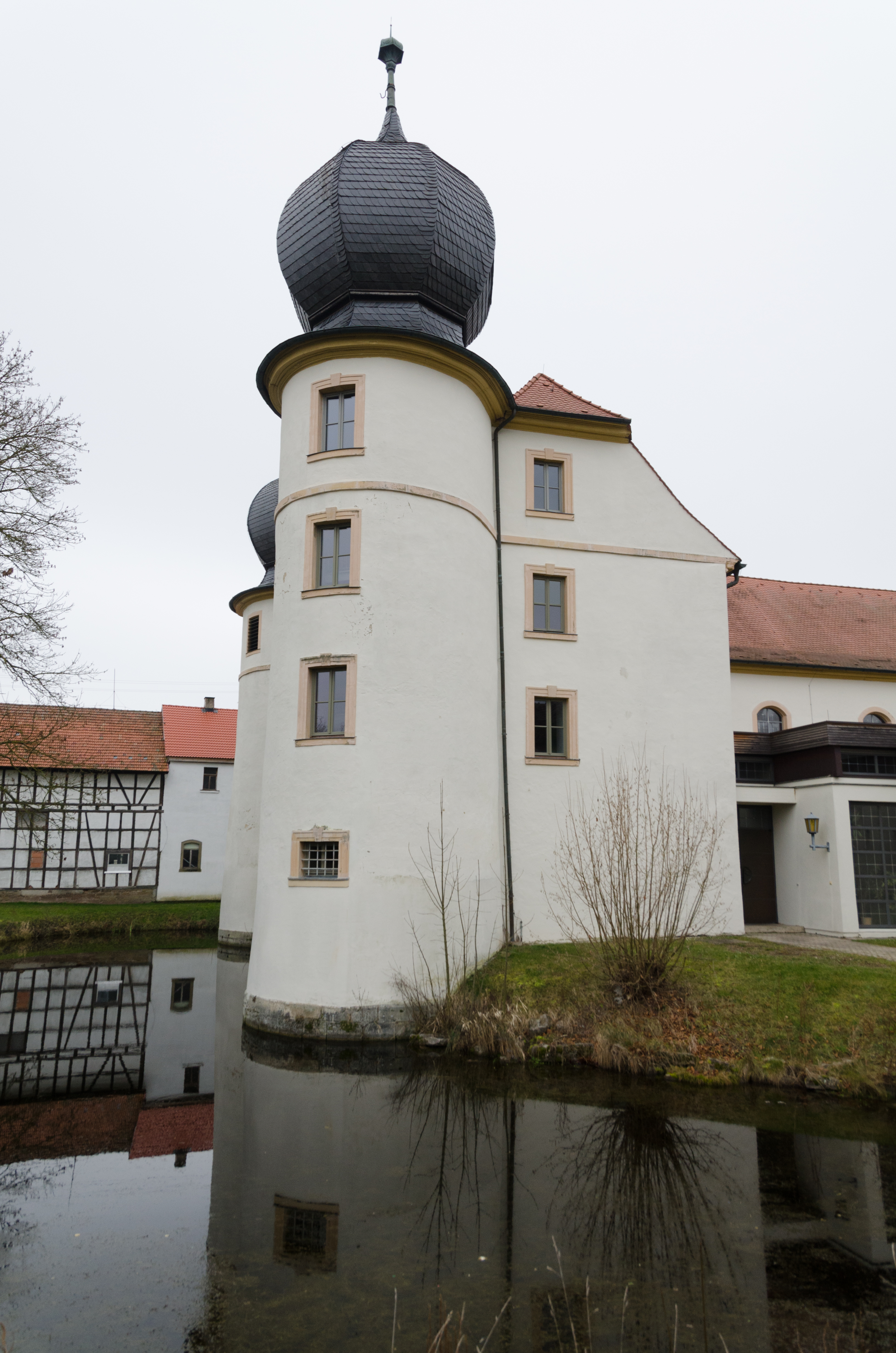
Ehemaliges Wasserschloss mit der St. Laurentius-Kirche.

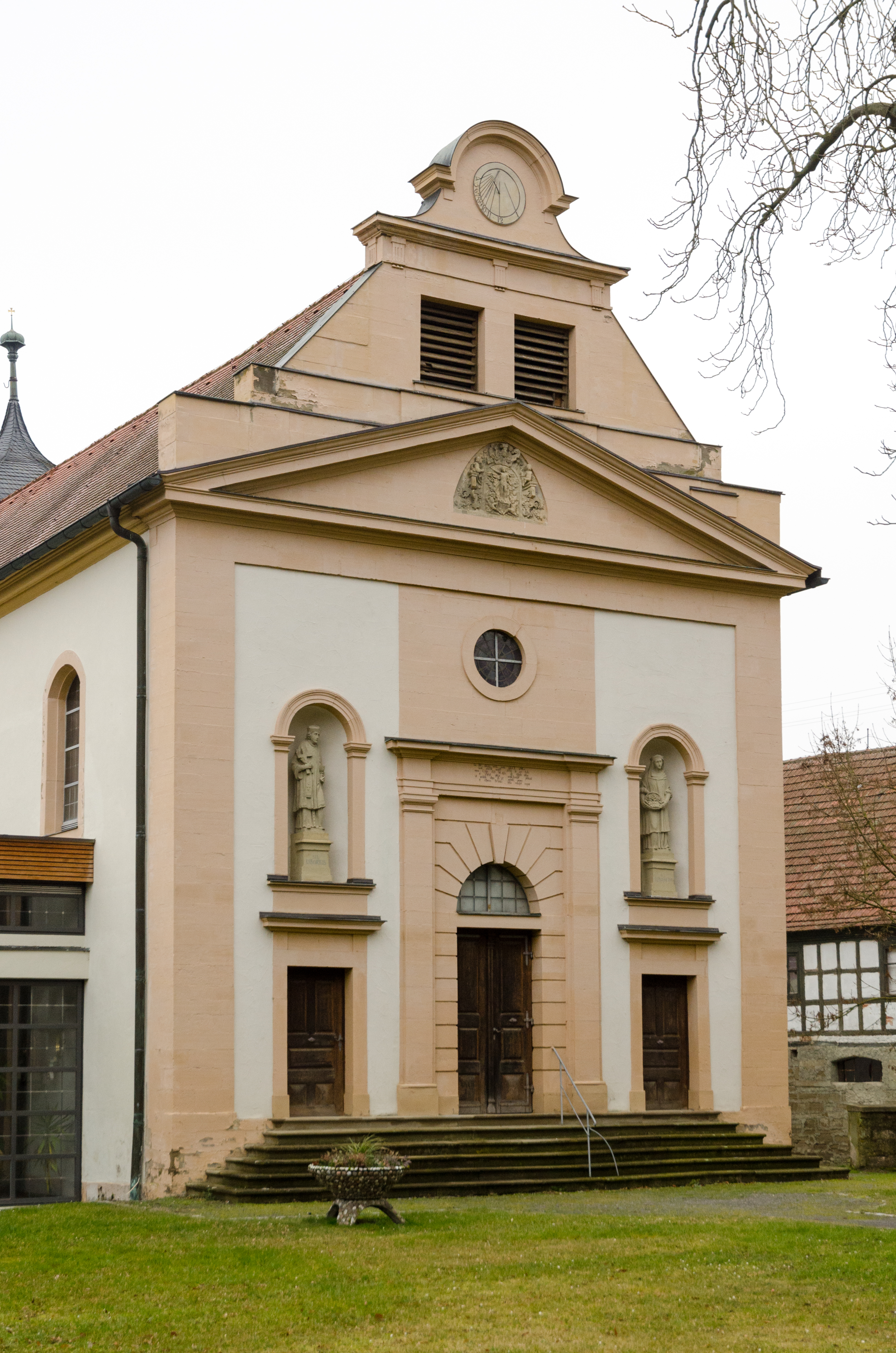
Fassade der St. Laurentius-Kirche.

Die römisch-katholische Kirche St. Laurentius befindet sich in der bayerischen Gemeinde Thundorf im unterfränkischen Landkreis Bad Kissingen. Sie ist dem hl. Laurentius von Rom geweiht.
Die Kirche befindet sich im ehemaligen Wasserschloss von Thundorf, das zu den Thundorfer Baudenkmälern gehört und unter der Nummer D-6-72-157-3 in der Bayerischen Denkmalliste registriert ist.

## Geschichte

### Anfänge (1816/1817)
Vor der Errichtung der heutigen St. Laurentius-Kirche gab es in Thundorf mit der Bergkirche bereits eine Pfarrkirche, die aber im Jahr 1816 wegen Baufälligkeit abgerissen werden musste. Daraufhin wurde das ehemalige Wasserschloss des Ortes, das im Besitz der Herren von Thundorf gewesen war, im Auftrag des Königreichs Bayern von 1816 bis 1817 zur heutigen klassizistischen St. Laurentius-Kirche umgebaut. Die Kirche selbst entstand aus dem jüngeren Schlossflügel, während der alte Schlossflügel bis zum Jahr 1964 als Pfarrhaus diente. Die Baumaßnahmen wurden von Baumeister Büttner ausgeführt; die Gesamtkosten beliefen sich auf 10.000 fl.
An der Außenfassade der Kirche befindet sich am Tympanon des Giebels ein etwa 150 cm breites und 100 cm hohes Sandsteinrelief mit einer Darstellung der Auferstehung Christi. Es entstand etwa im Jahr 1620 als Spätwerk des Bildhauers Julius Emes. Auf Grund des Alters des Reliefs ist zu vermuten, dass es sich zunächst über dem Eingang der Bergkirche befand und nach deren Abriss im Jahr 1816 in die St.-Laurentius-Kirche verbracht wurde. Das Relief zeigt stilistische Ähnlichkeiten mit dem von Emes geschaffenen, im Mainfränkischen Museum befindlichen Epitaph für Valentin Echter von Mespelbrunn (dem Bruder des Würzburger Fürstbischofs Julius Echter von Mespelbrunn), war auf Grund seiner Größe aber wahrscheinlich nicht als Grabmal gedacht.

### Innenausstattung

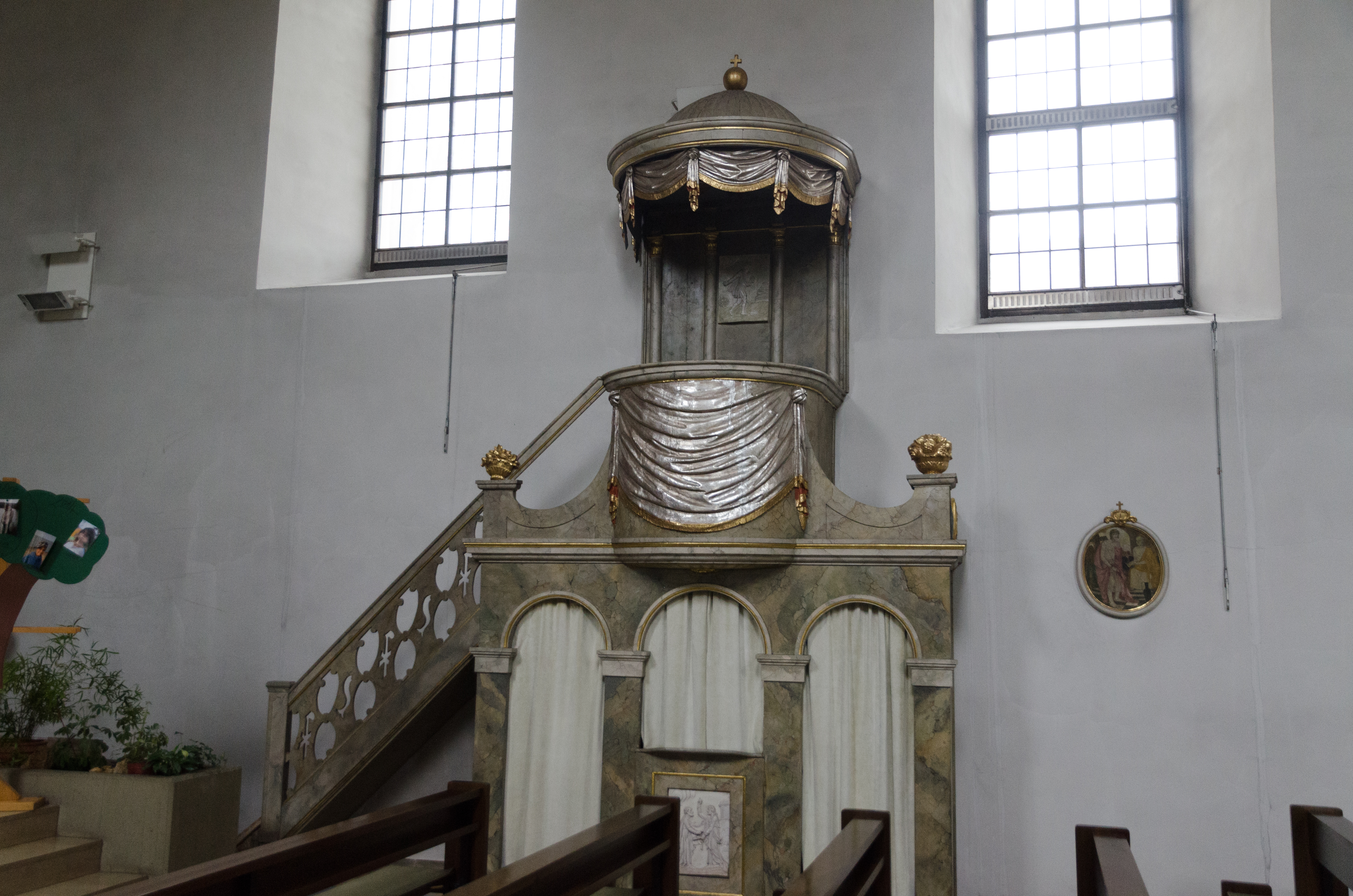
Kanzel

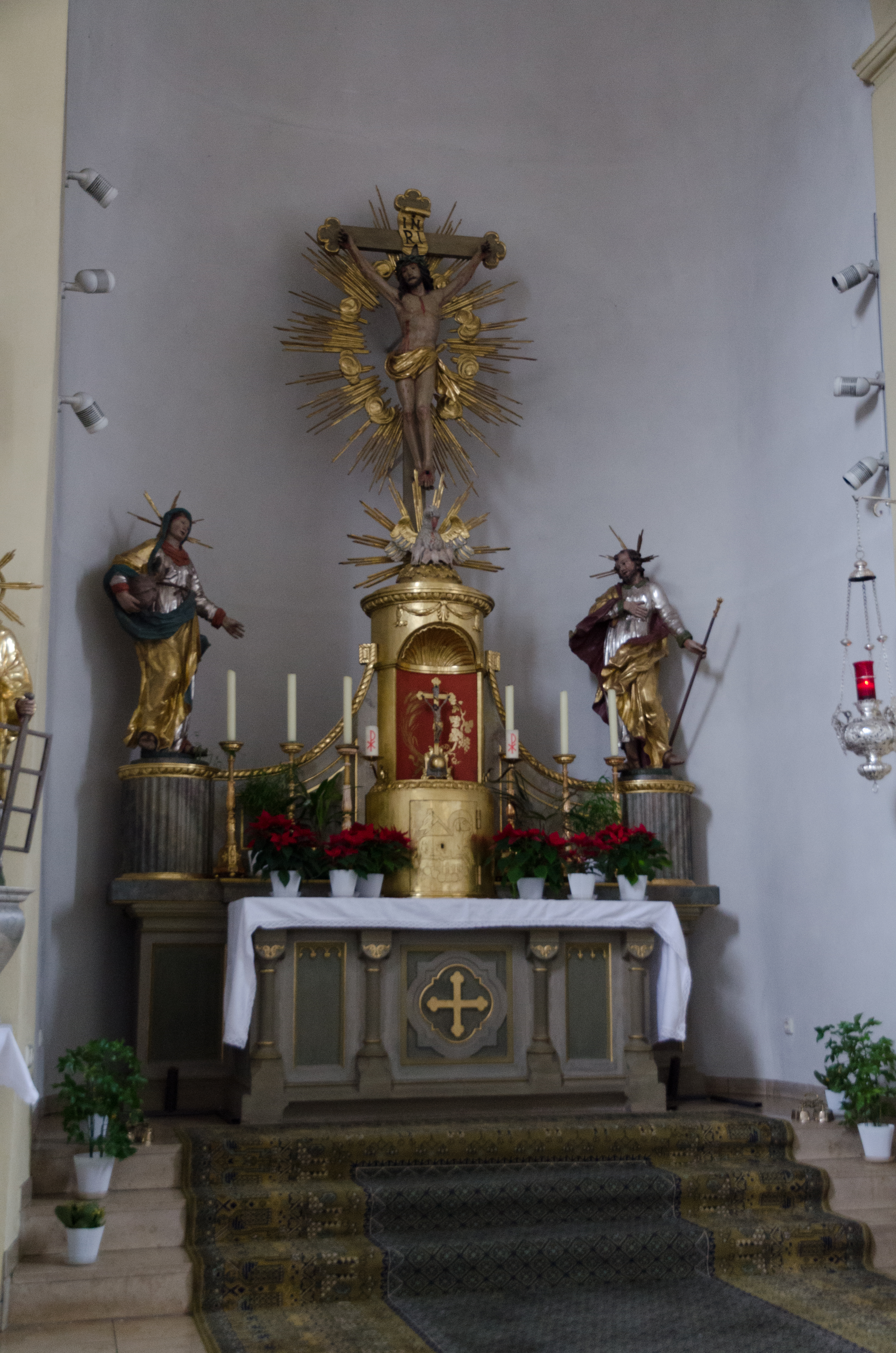
Heutiger Hauptaltar

Der Großteil der Innenausstattung wie die Kanzel und der darunter befindliche Beichtstuhl (beide Anfang des 19. Jahrhunderts) stammt aus dem 19. und 20. Jahrhundert. Die wahrscheinlich älteste der zahlreichen, aus dem 19. Jahrhundert stammenden Heiligenfiguren der Kirche ist die barocke Strahlenkranzmadonna, die sich im neuen Südflügel der Kirche befindet.
Der ursprüngliche, nicht mehr vorhandene Altar der Kirche wurde im historistischen Stil vom Bad Kissinger Bildhauer Valentin Weidner gefertigt. Der Thundorfer Pfarrer Metzler hatte im Jahr 1885 Weidner den entsprechenden Auftrag erteilt. Die Gestaltung von Weidners Altar lässt sich durch Fotografien nachvollziehen, die ein Wiener Bildverlag vor dem Zweiten Weltkrieg für die Veröffentlichung „Gott segne unser Heim!“, einem Bildband mit Kirchenfotografien, angefertigt hatte.
Der Altar beherbergte in der Mitte eine Skulptur des Kirchenpatrons St. Michael. Von Weidner stammt ebenfalls eine identische St.-Michael-Figur in halber Größe für die St. Michaels-Kirche in Albertshausen. Die St.-Michaels-Figur der Thundorfer Kirche wird von Skulpturen des Hl. Joseph und dem Hl. Laurentius von Rom, dem zweiten Patron der Thundorfer Kirche, flankiert. Der linke Seitenaltar beherbergte eine Skulptur der Hl. Maria, flankiert von zwei weiblichen Heiligen. Der rechte Seitenaltar beherbergte die Skulptur eines heiligen Bischofs (möglicherweise der Hl. Kilian?), der vom Hl. Antonius von Padua und vom Hl. Wendelin flankiert wurde. Auf den Fotografien des Wiener Bildverlages sind im Altarbereich auf Blechtafeln gemalte Kreuzwegstationen zu sehen, die später ins Pfarrheim verbracht wurden. Jedoch hat Weidner die Kreuzwegstationen wohl nicht selbst geschaffen, sondern lediglich vermittelt oder besorgt.
Im Rahmen einer Kirchenrenovierung wurde Weidners Altar unter Pfarrer Seufert abgebaut und im Jahr 1957 – dem Stil der Kanzel angepasst – ein klassizistischer Altar mit Kreuzigungsgruppe aufgestellt; auch die Seitenaltäre wurden ersetzt. Die rechte Figur der Kreuzigungsgruppe des Hauptaltars ist jedoch nicht, wie sonst üblich, Johannes, sondern der hl. Josef. Die beiden, Maria und Josef darstellenden Holzfiguren des Altars befanden sich etwa zwischen 1820 und 1940 in den Nischen über den Seiteneingängen an der Ostfassade der Kirche.
Beide Seitenaltäre sind mit Ölgemälden mit vergoldeten Rahmen ausgestattet, wobei die Rahmen jeweils von einer von Engeln gehaltenen Blattgirlande gekrönt werden. Das Ölgemälde des linken Seitenaltars zeigt die „Stigmatisierung des hl. Franziskus“ und stammt möglicherweise von Johann Baptist de Röll, während das Ölgemälde des rechten Seitenaltars den hl. Johannes Nepomuk darstellt und möglicherweise von Oswald Oghers geschaffen wurde. Beide Gemälde sollen nach der Auflösung der Abtei Bildhausen nach Thundorf gelangt sein und wurden nach ihrer Wiederentdeckung auf dem Dachboden der St.-Laurentius-Kirche im Jahr 1932 vom Würzburger Kunstmaler Hans Klein restauriert.
Der linke Seitenaltar beherbergt Figuren des hl. Laurentius und der hl. Barbara, der rechte Seitenaltar die Figuren der hl. Margareta und des hl. Wendelin.

### Zwanzigstes Jahrhundert
Aus Anlass des hundertsten Jahrestages der Errichtung der Kirche wurde sie im Jahr 1917 renoviert. Nach Umbauten wurde sie im Jahr 1922 durch den Bamberger Erzbischof Johann Jakob von Hauck neu geweiht.
In den Jahren 1976/77 fand im Rahmen einer Renovierung des Schlosses ein weiterer Umbau der Kirche statt, wobei diese um einen flachen Südflügel mit runder Taufkapelle in Form einer Konche ergänzt wurde. Die Umbauarbeiten wurden vom Schweinfurter Architekten Emil Mai ausgeführt und dauerten vierzehn Monate. Bei der Fundamentierung des Neubaus wurden neben den vorher schon bekannten Mauerresten des Schlosses zahlreiche Eichenpfähle entdeckt, die auf ein früheres Gebäude schließen lassen, das wegen des sumpfigen Geländes auf Eichenpfählen errichtet wurde.
1999/2000 wurde die Kirche im Inneren renoviert.